# Francesca Lancini
Francesca Lancini (Brescia, 8 luglio 1983) è una modella, conduttrice televisiva e scrittrice italiana.

## Biografia
Francesca Lancini è nata a Brescia, ma per lavoro vive tra Roma e Milano. È laureata in scienze della comunicazione. Per alcuni anni ha praticato il tennis a livello professionistico, entrando nella classifica WTA, prima di un infortunio.
Come modella ha sfilato per numerose case di moda. Ha lavorato in televisione al Festival di Sanremo 2006 condotto da Giorgio Panariello, come conduttrice insieme alle colleghe Marta Cecchetto, Vanessa Hessler e Claudia Cedro. Come attrice ha recitato in Madame (Canale 5). Al cinema è apparsa nel film Ocean's Twelve (2004), nel ruolo di una donna del ladro Toulour (Vincent Cassel).
Ha collaborato come giornalista pubblicista per Sette, Amica, L'Officiel e alcune testate sportive, ed è stata conduttrice del TG sportivo di Sky Sport 24.
Nel 2011 ha scritto il romanzo Senza tacchi (Bompiani), con protagonista una modella.
Dal 2012 conduce su Rai 5 il programma Cool Tour (aveva già condotto Cool Tour Più l'anno precedente) ed è docente di scrittura creativa presso l'università NABA di Milano.
Nel 2014 è uscito il suo secondo romanzo per Bompiani, dal titolo Armi di famiglia.
Dal 2015 conduce il magazine di moda Top - Tutto quanto fa tendenza, in onda su Rai 1.
Nel 2017 ha co-condotto con Luca Telese Bianco e Nero - Cronache italiane, su LA7.

## Romanzi
- Senza tacchi, Bompiani, 2011 ISBN 9788845266492
- Armi di famiglia, Bompiani, 2014, ISBN 9788845276545
- Lontano dal mondo, al centro delle cose, La Vita Felice, 2023, ISBN 9788893462167

## Filmografia
- Madame (Canale 5, 2004) - fiction
- Ocean's Twelve (2004)
- Imperia, la grande cortigiana (2005)
- Il capitale umano (2013)

## Televisione
- Festival di Sanremo 2006 (Rai 1, 2006)
- Sky Sport 24 (Sky, 2010)
- Cool Tour (Rai 5, 2012)
- Cool Tour Arte (Rai 5, 2013-2014)
- Rai Player (Rai 1, Rai 2, Rai 3, Rai Premium, 2013-2016)
- Top - Tutto quanto fa tendenza (Rai 1, 2015)
- Bianco e Nero - Cronache italiane (LA7, 2017)